# Samperone
Samperone è uno dei centri abitati che compongono il comune italiano di Certosa di Pavia, conta 281 abitanti. Costituì un comune autonomo fino al 1872, quando il comune di San Perone venne aggregato al comune di Torriano.

## Origine del nome
Il nome del paese deriva dal toponimo originario "Sancto Perrono" (1181).

## Monumenti e luoghi d'interesse

### Architetture religiose
- Chiesa di San Brizio Vescovo, che è originaria del XVI secolo ed è sede di parrocchia.[3]

## Società

### Evoluzione demografica
Abitanti censiti:
- 40 nel 1576
- 300 nel 1751
- 368 nel 1780
- 198 nel 1805
- 300 nel 1807
- 234 nel 1853
- 409 nel 1859
- 436 nel 1861
- 417 nel 1871
- 465 nel 1877
- 243 nel 2011
- 281 nel 2017